# Plogastel-Saint-Germain
 Plogastel-Saint-Germain  (en bretón Plogastell-Sant-Jermen ) es una población y comuna francesa, en la región de Bretaña, departamento de Finisterre, en el distrito de Quimper y cantón de Plogastel-Saint-Germain.

## Demografía
| 1677 | 1521 | 1656 | 1615 | 1687 | 1691 |
| Para los censos de 1962 a 1999 la población legal corresponde a la población sin duplicidades (Fuente: INSEE [Consultar]) |      |      |      |      |      |